# 베를린 패션 위크

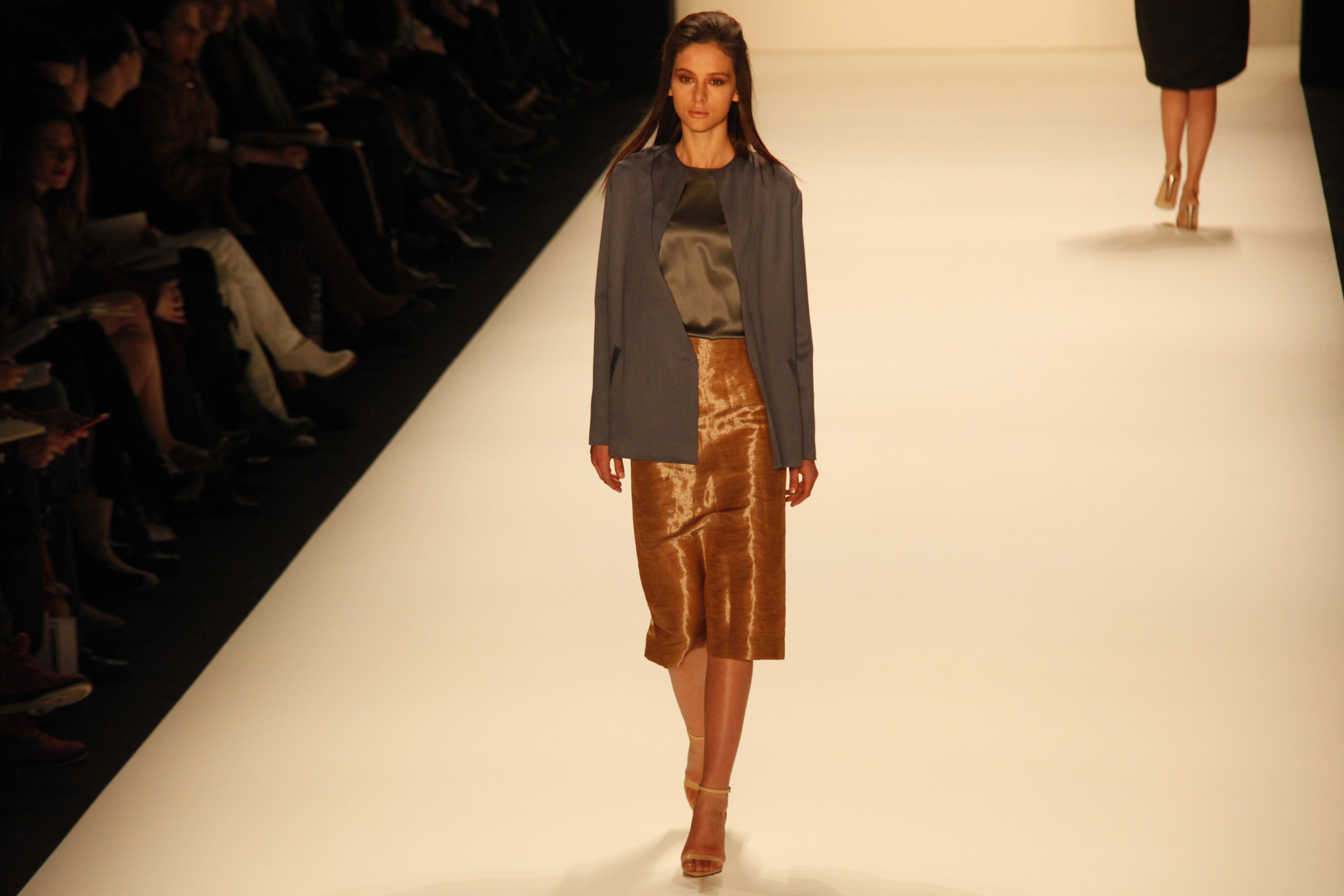
2007년 베를린 패션 위크

베를린 패션 위크(독일어: Berliner Modewoche, 영어: Berlin Fashion Week, BFW)는 독일 베를린에서 열리는 패션 위크이다. 1년에 1월과 7월, 두 번 베를린에서 열린다. 2007년 설립됐다.

## 같이 보기
- '세계 4대'(Big Four) 패션위크
  - 뉴욕 패션 위크(NYFW)
  - 런던 패션 위크(LFW)
  - 밀라노 패션 위크(MFW)
  - 파리 패션 위크(PFW)